# Белая Звезда Надежды и Спасения
Белая Звезда Надежды и Спасения — официальный символ МЧС России. Учреждена указом президента РФ №1231 от 15 ноября 1997 года «О флаге и геральдическом знаке-эмблеме министерства Российской Федерации по делам гражданской обороны, чрезвычайным ситуациям и ликвидации последствий стихийных бедствий».
До 2022 года Белая Звезда Надежды и Спасения была на ведомственной кокарде МЧС, позже её заменили на пятиконечную звезду.

## История возникновения символа
В Вавилоне восьмиконечная звезда означала крест солнцестояния, равноденствия, а также стороны света. В христианстве она представляет собой Вифлеемскую звезду, известившую волхвов о рождении Иисуса Христа. Затем восьмиконечную звезду стали использовать в навигации и картографии, как обозначение сторон света под названием «роза ветров» (другое название — «роза компаса»).
При создании МЧС в основу эмблемы легла сама восьмиконечная звезда и международная эмблема гражданской обороны, что символизирует поисково-спасательную деятельность службы. Также эта звезда (иногда видоизменённая) используется как символ некоторых волонтёрских поисково-спасательных отрядов, например, «ЛизаАлерт», «Рысь» и «Экстремум».